# Hermann von dem Busche
Hermann von dem Busch(e), auch Hermannus Buschius, πασίφιλος – Pasiphilus, Westphalus (* 1468 in Sassenberg; † April 1534 in Dülmen) war ein deutscher Humanist.

## Leben
Aus adligem Geschlechte von dem Bussche stammend widmete sich von dem Busche dem Studium der Wissenschaften und kam in seiner Jugend zu Rudolf von Langen nach Münster. Dieser förderte ihn und er trat mit dessen Hilfe in die Schule des Alexander Hegius in Deventer ein. 1487 wechselte er nach Heidelberg, um bei Rudolf Agricola zu lernen. Als dieser starb, wechselte er nach Tübingen und bald darauf nach Italien, wo er mit von Langen fünf Jahre bis 1491 blieb. In Italien erlangte er einen hohen Kenntnisstand, legte vor allem auf die lateinische Sprache einen besonderen Wert und verfasste dort zwei epigrammatische Bücher.
Langen versuchte, von dem Busche eine dauerhafte Stellung am Hof des Bischofs von Münster Heinrich von Schwarzburg zu verschaffen. Jedoch wollte dieser seine Studien weiterbetreiben. Er reiste nach Paris und wandte sich 1494 an die alte Universität Köln, wo er Humaniora lehrte und sich dem Rechtsstudium widmete. Abgestoßen vom Rechtsstudium, begab er sich auf Wanderschaft, um seine humanistischen Lehren zu verbreiten. So besuchte er Hamm, Münster, Osnabrück, Bremen, Hamburg, Lübeck, Wismar und vermutlich auch 1495 die Universität Bologna. Jedoch sollten seine Ideen auch an den Universitäten Einzug halten. Darum begab er sich 1501 an die Universität Rostock, wo ihm Unmut aufgrund seiner neuen Lehre entgegenschlug. Nach kurzem Aufenthalt an der Universität Greifswald ging er 1502 an die damals neu gegründete Universität Wittenberg, übernahm dort das Lektorat für Rhetorik und Poetik und hielt die Eröffnungsrede.
Jedoch blieb er auch hier nicht lange und ging im Sommer 1503 an die Universität Leipzig, wo er Professor der Poetik und Rhetorik wurde. Er setzte sein Studium fort und erwarb den Grad Baccalaureus legum. In seiner Leipziger Zeit verfasste er Gedichte und gab ein Buch heraus. 1506 verließ er Leipzig, kommunizierte mit dem Erfurter Humanistenkreis um Mutianus Rufus. 1507 kehrte er nach Köln zurück. Dort stritt er mit den humanistenfeindlichen Dominikanern und stellte sich im Streit zwischen Johannes Reuchlin und Johannes Pfefferkorn durch seine Beteiligung an den Dunkelmännerbriefen auf die Seite Reuchlins. Auch literarisch wurde er polemisch gegen die scholastischen Lehrformen tätig. Als Anhänger Reuchlins und Erasmus von Rotterdams wurde er bald in Köln unhaltbar, so dass er sich – wohl durch Vermittlung von Hermann von Neuenahr – über Emmerich 1516 als Schulleiter der Lateinschule nach Wesel begab.
Als Martin Luther seine 95 Thesen veröffentlichte, stand Busche auf dessen Seite. 1523 erhielt er aus der Universität Heidelberg einen Ruf, dem er folgte. Einem weiteren Ruf folgte er an die Universität Marburg 1527 und beteiligte sich als Anhänger Luthers an einem Glaubensgespräch in Münster. Von dem Busche veröffentlichte neben seinen Gedichten und Epigrammen auch Schriften aus dem Zusammenhang seines akademischen Unterrichts.